# Geneviève Gavrel
Geneviève Gavrel est une artiste peintre de paysages (France, Tunisie et Espagne), portraits et natures mortes, née le 1er janvier 1909 à Téboursouk (Tunisie). Installée à Saint-Maur-des-Fossés (12, rue du Petit-Beaubourg) en 1957, membre de la Société nationale des beaux-arts, sociétaire du Salon d'automne, des Peintres témoins de leur temps, du Salon des Indépendants, du Salon des Terres latines et du Salon Comparaisons, elle est décédée le 25 janvier 1999 à Revel (Haute-Garonne). Elle signa ses œuvres G. Gavrel jusqu'en 1966, Gavrel ensuite. On rattache doublement son nom à l'École de Paris et à l'École de Saint-Maur.

## Biographie
Née à Téboursouk d'une famille originaire de Rosières-en-Santerre (Somme), Geneviève Gavrel éprouve très tôt une attirance pour le dessin et la peinture. Elle est à l'École des beaux-arts de Tunis l'élève de Pierre Boyer et de Jean Antoine Armand Vergeaud.
Geneviève Gavrel épouse Georges Bascou (1905-1988) en 1931 à Paris. Deux enfants naîtront, Gérard et Nicole. Si elle effectue des retours réguliers en Picardie à compter de 1946, elle s'installe définitivement en France (Saint-Maur-des-Fossés) en 1957, participant aux principaux salons (elle sera sociétaire su Salon des indépendants, du Salon d'automne et de la Nationale des beaux-arts) et connaissant ses premières expositions dans les galeries parisiennes à partir de 1960.
Le monde des critiques d'art s'intéresse à l'œuvre de Geneviève Gavrel, entre autres commentée par Jean Chabanon, Raymond Charmet, Marcel Espiau, André Flament, Jean-Jacques Lévêque, Hermance Molina, Robert Vrinat... « Nous l'accompagnons volontiers à travers les Hautes-Pyrénées, les Alpes-Maritimes et la Dordogne » retient ainsi, parmi d'autres villégiatures de notre artiste en région parisienne, en Picardie où se trouvent ses racines et en Normandie, Jean Jacquinot dans l'Amateur d'art, ce dernier observant de même que « l'Espagne, la Tunisie l'ont particulièrement inspirée: elle en a rapporté des paysages chauds en couleurs, des marines non moins sensibles », ou encore que « généreusement empâtée, sa palette lui vaut d'excellentes natures mortes, également de somptueux bouquets ».
Geneviève Gavrel est de ces femmes peintres figuratives qui, avec Renée Béja, Marguerite Bermond, Andrée Bordeaux-Le Pecq, Germaine Lacaze et Guillemette Morand, peuvent être rangées parmi les héritières des peintres de la réalité poétique. Continuant de peindre au soir de sa vie, elle décède peu après avoir atteint l'âge de 90 ans. Elle repose au cimetière de Rosières-en-Santerre.

## Expositions personnelles
- Galerie Peinture 41, Tunis, 1948.
- Galerie Film, Tunis, 1950.
- Alliance française, Tunis, 1953.
- Hall du journal La Presse de Tunisie, Tunis, 1955.
- Expositions personnelles dans le cadre du Salon de Franconville, 1961, 1967.
- Galerie du Colisée, Paris, mars 1960[2], 1962.
- Galerie Jean Giraudoux, Paris, 1963, 1965.
- Galerie Vendôme, Paris, mars-avril 1967, 1969, 1973.
- Galerie du cours Langlet, Reims, 1977.
- Musée de Saint-Maur, 1977.
- Dominique de La Fournière présente Gavrel, Galerie de l'Hôtel de Saulx, Beaune, avril 1988.
- Musée de Montbard, 1988.
- Galerie Arches et Toiles, Paris (Montmartre), 1989.
- Vente de l'atelier Geneviève Gavrel, Claude Robert, commissaire-priseur, Hôtel Drouot, Paris, lundi 4 décembre 1989[3].

## Expositions collectives
- Salons de l'U.F.A.C.S.I. (Union féminine artistique et culturelle, salons internationaux), Alger, 1950, 1955 et Tunis, 1955.
- Musée du Domaine départemental de Sceaux, 1957.
- Salon d'automne, Paris, à partir de 1957 (sociétaire en 1972).
- Salon des Peintres témoins de leur temps. Photos couleur sur les catalogues de 1963, 1965, 1969, 1978. (sociétaire)
- Salon de Saint-Maur, à partir de 1957.
- Salon des indépendants, Paris, à partir de 1958 (sociétaire en 1966).
- Groupe de peintres Paris poète, Galerie du Colisée, 1960.
- 17e Salon des beaux-arts d'Issy-les-Moulineaux, 1960.
- Salon Terres Latines, 1961. (sociétaire)
- Salon des femmes peintres, 1961.
- Six peintres parisiens, Galerie Reflets, Lyon, 1963.
- Huit peintres de Paris, Galerie de la Madeleine, Bruxelles, 1963.
- La femme vue par la femme, La cimaise du Vieux-colombier, Paris, 1963.
- La vigne et le vin, Château Lascombes, Margaux (Gironde), 1965.
- Les peintres du seizième arrondissement de Paris, Paris, 1966.
- Salon de Juvisy, à partir de 1966.
- Galerie Miroirs, Montpellier, 1967.
- Rencontres internationales de peinture, Turin, 1967.
- Salon Comparaisons, Pavillon Baltard, Paris, 1970. (sociétaire)
- Sociétaire de la Nationale des Beaux-Arts
- Année internationale de la femme - Femmes artistes d'aujourd'hui, Fédération française des clubs U.N.E.S.C.O., Saint-Céré, 1975.
- 10e Salon des Hauts-de-Seine, 1980.
- Salon du dessin et de la peinture à l'eau, Grand Palais (Paris), 1986, 1988.
- Joël Millon et Claude Robert, Figuration - Années cinquante, Hôtel Drouot, Paris, lundi 8 avril 1991.
- Participations non datées: Salon de la Société nationale des beaux-arts, Salon du dessin et de la peinture à l'eau, Salons de Paris-Sud (Issy-les-Moulineaux), Nîmes, Turin, expositions en Allemagne, aux États-Unis, au Japon[4].
- Peintres de Tunisie de 1900 à 1960 - Visions et mémoire (exposition organisée par la Société d'histoire des juifs de Tunisie), Mairie du 4e arrondissement de Paris, février 2005[5].

## Réception critique
- « Sa maîtrise est telle qu'elle aborde, avec une parfaite aisance, les thèmes les plus variés : natures mortes et paysages surtout, d'un peu partout en France, Dordogne, Pyrénées, Picardie, etc. Elle sait orchestrer sa toile de façon fort savante et cependant avec une liberté subtile bien féminine. » - Henri Héraut[2]
- « Le talent de Geneviève Gavrel se rattache à l'expressionnisme au sens large du mot. Son dessin assez réaliste, aux formes simples et larges, se trouve incorporé dans une matière subtile, frémissante, qui relie les objets en un tissu très ferme. Ses natures mortes s'enveloppent d'une atmosphère un peu fluorescente qui leur confère un charme discret et prenant. » - Raymond Charmet[6]
- « Lorsque l'on analyse l'œuvre de Geneviève Gavrel, on pense à Gauguin qui écrivait à un de ses amis: "Pensez à la part que prendra la couleur dans la peinture moderne". C'est avec une parfaite maîtrise que Gavrel transfigure son œuvre par une polychromie d'une grande richesse, une somptueuse sonorité et de subtiles nuances. Un art qui se rattache à l'expressionnisme au sens le plus noble d'où la poésie n'est pas exclue. » - Louis Arnoux[7]
- « Avec une abondance de bleus riches, Geneviève Gavrel impose avec vigueur son style volontaire. Mais ce n'est point là, pour autant, une œuvre stridente. C'est d'abord une expression figurative exacte complétée seulement par la vision personnelle de l'artiste... Il est évident que Geneviève Gavrel ne s'abandonne pas à la frénésie voluptueuse qui semble l'habiter tout entière; elle sait que l'intelligence lui commande une certaine règle sur ce qu'elle entrevoit complaisamment et cela l'amène tout naturellement à un repli sur elle-même. » - Marcel Espiau[8]
- « Gavrel s'est éloignée du sage style classique et des gammes sombres de ses débuts pour s'acheminer vers un langage original. Elle a trouvé son écriture vigoureusement charpentée et sa couleur sonore et riche. C'est par l'intermédiaire du chromatisme véhément que le rythme se noue et fait découvrir la forme avec une densité de volume et une force d'empâtements. S'appuyant sur des notes ardentes à dominante de rouge sombre et de vert chaud, l'artiste exprime sa conception dynamique du monde. Geneviève Gavrel poursuit inlassablement son dialogue avec la réalité, rejetant tout caractère anecdotique et en s'efforçant de ne retenir que l'essence des choses. » - Hermance Molina[1]
- « Ses paysages ont des accents fauves et ses natures mortes une opulence de tons qui évoquent Grau Sala. » - Gérald Schurr[9]
- « Geneviève Gavrel peint la réalité qu'elle habille de son imagination et de son amour pour la nature. Sa peinture est figurative, mais l'expressivité personnelle de l'artiste ajoute sa poésie à ce qui est descriptif... La vie est peinte dans son silence, dans son aspect durable. Rien ne semble déranger l'ordre établi. Les contours sont délimités avec finesse. Les tonalités embrassent les formes jusqu'à en faire fusionner parfois certaines parties. Les coloris peuvent aller de l'éclat feutré à la luminosité jaillissante. Les silhouettes des figures et des objets sont soumises au rythme des compositions qui les font s'accumuler en une complémentarité de leurs usages... La réalité des choses prend une consistance autre que plastique, elle respire de la vie que lui insuffle l'artiste. » - Patrick-F. Barrer[4]
- « Sa peinture est figurative, modérément expressionniste, et se rattache à ce que l'on a nommé l'École de Paris. Ses toiles, vivement colorées, s'imposent par l'équilibre de leurs compositions, l'organisation parfaite des plans. » - Dictionnaire Bénézit[10]

## Prix et distinctions
- Médaille d'or, exposition de l'U.F.A.C.S.I., Alger, 1950.
- Prix du paysage, Deauville, 1954.
- Grand Prix des Salons d'Alger et de Tunis (U.F.A.C.S.I.), 1955.
- Prix hors-concours de l'U.F.A.C.S.I., 1956.
- Prix du portrait, Tunis, 1957.
- Officier de l'ordre des Palmes académiques, 1958.
- Prix du Salon tunisien, Tunis, 1959.
- Prix de New York et Prix de la nature morte, Galerie Duncan, New York, 1960[2].
- Médaille d'argent, Salon de Taverny, 1960.
- Médaille d'argent, Salon de Franconville, 1961.
- Mention au Prix international de Vichy, 1962.
- Prix international de la Biennale de Vichy, 1966.
- Prix de composition des Rencontres internationales de peinture, Turin, 1967.
- Médaille de vermeil des Arts-Sciences-Lettres, 1968.
- Prix du Lions Club de Mantes-la-Jolie, 1969.
- Prix international de l'U.F.A.C.S.I., 1972.
- Médaille d'or de la ville de Clermont-Ferrand, 1975.
- Médaille d'or des Arts-Sciences-Lettres, 1975.

## Musées et collections publiques
- Ambassade de France à Tunis.
- Internat de Tebourba (Tunisie), fresques murales, peinture (36 m2) et céramique (6 m2).
- Musée de Saint-Maur-des-Fossés (Villa Médicis).
- Musée des beaux-arts de Montbard.
- Ville de Paris.
- Musée des Beaux-Arts, Palais des Archevêques de Narbonne, 3 huiles et 1 dessin (officialisé le 13 juin 2023)